# Heteromyias
Heteromyias là một chi chim trong họ Petroicidae.